# Joël Bouzou
Joël Bouzou (Figeac, 30 ottobre 1955) è un ex pentatleta francese.

## Palmarès
In carriera ha conseguito i seguenti risultati:
- Giochi olimpici:

Los Angeles 1984: bronzo nel pentathlon moderno a squadre.
- Mondiali:

Roma 1982: bronzo nel pentathlon moderno individuale.
Warendorf 1983: bronzo nel pentathlon moderno a squadre.
Montecatini 1986: bronzo nel pentathlon moderno a squadre.
Moulins 1987: oro nel pentathlon moderno individuale.